# 블라디미르 두진체프
블라디미르 두진체프(러시아어: Влади́мир Дми́триевич Дуди́нцев, 1918년 7월 29일 ~ 1998년 7월 23일)는 소련의 작가이다.
남러시아 하르코프주에서 태어났다. 모스크바 법과대학 졸업 후, 레닌그라드 공방전에서 중상을 입고 시베리아에서 군검찰국에 근무했다.
최초의 시나 단편은 별로 문제되지 않았으나 전후 <프라우다>지 기자로 있으면서 쓴 장편 <빵에만 의존하는 것이 아니다>(1956)로 일약 소련뿐만 아니라 세계의 이목을 모았다. 제20차 전당대회 후의 스탈린 개인숭배가 처음으로 비판된 때의 이상한 분위기가 고조되어 있고 헝가리 침공으로 해빙(解氷)에 대한 역행적 정세도 곁들어서 전후 소련 문학계와 독서계에 일찍이 없었던 최대의 반향을 불러일으켰고 서방세계의 저널리즘도 이를 센세이션으로 취급했다.